# USS Tennessee (ACR-10)

El USS Tennessee (ACR-10), también conocido como "Crucero Acorazado Nº. 10", y renombrado posteriormente USS Memphis (CA-10 ) fue un crucero acorazado de la Armada de los Estados Unidos, y fue el cabeza de serie de su clase. 

## Construcción
Su quilla, fue puesta sobre las gradas de los astilleros Cramp Shipbuilding Company de Filadelfia, Pensilvania, el 20 de junio de 1903, desde donde fue botado al agua el  3 de diciembre de 1904, amadrinado por la señorita Annie K. Frazier (hija del gobernador de Tennessee James B. Frazier y posteriormente fundadora de la sociedad de padrinos de buques de la US Navy), y fue asignado en los astilleros de  Filadelfia el 17 de julio de 1906,  bajo el  mando del capitán Albert Gleaves Berry.

## Historial de servicio

### Preguerra

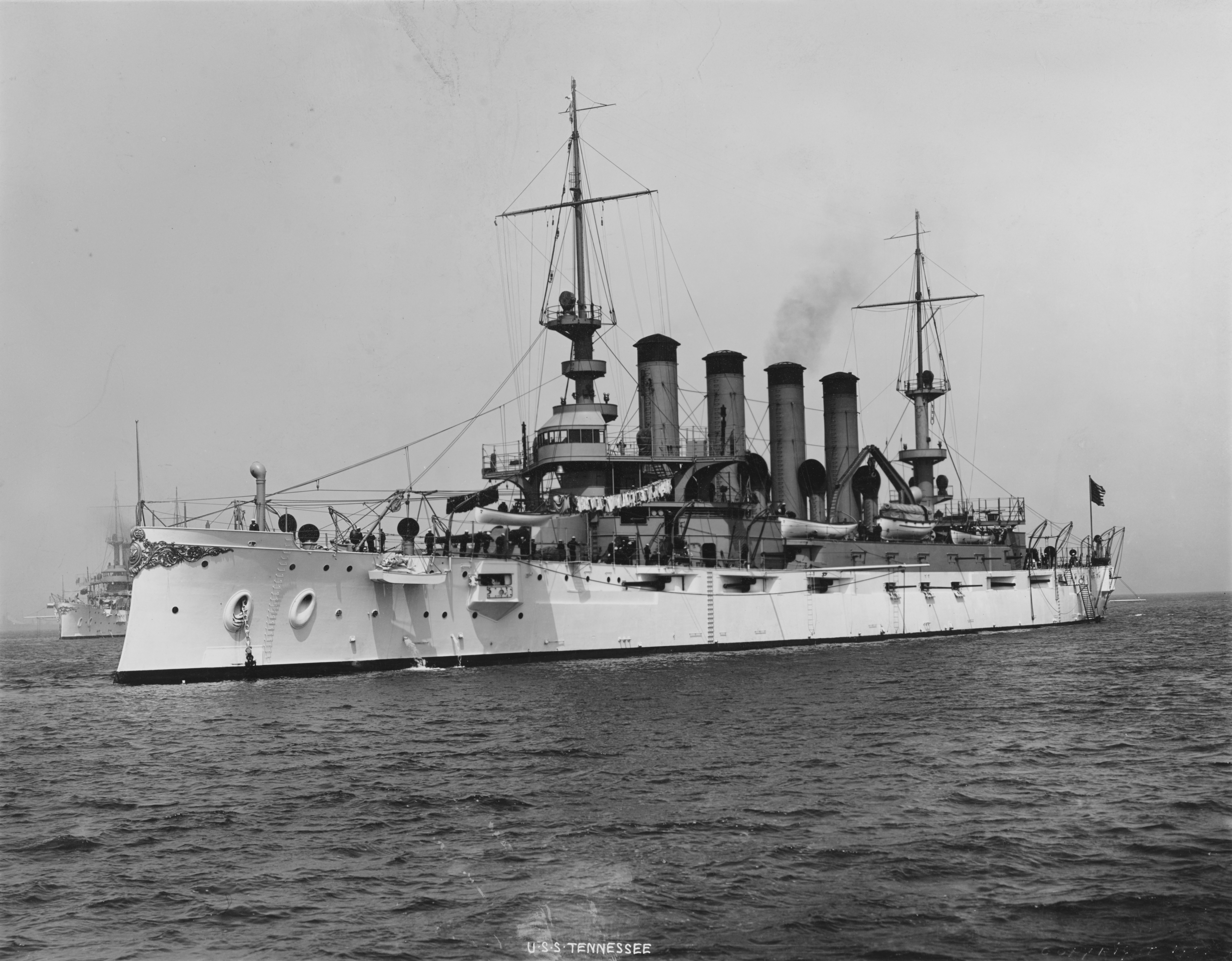
El USS Tennessee, en torno al año 1907.

El nuevo crucero acorazado zarpó de Hampton Roads el 8 de noviembre de 1906 para dar escolta al USS Louisiana en el cual, el presidente Theodore Roosevelt había embarcado con rumbo a  Panamá para visitar las obras de construcción del Canal de Panamá. Tras hacer escala en Puerto Rico el buque retornó a Hampton Roads el 26 de noviembre. El USS Tennessee estuvo presente en la Exposición  de Jamestown de 1907 que conmemoraba el tricentenario de la fundación del primer asentamiento inglés en América.
El 14 de junio, el USS Tennessee navegó con rumbo a Europa, donde visitó Royan, Francia, el 23 junto a la escuadra de servicios especiales.  Retornó a los Estados Unidos ne agosto, pero partió de Hampton Roads el 12 de octubre hacia el Pacífico.
El USS Tennessee patrulló la costa de California hasta el 24 de agosto de 1908 cuando partió para Samoa, arribando a Pago Pago el 23 de septiembre para retomar sus servicios con la flota del pacífico.  El 15 de mayo de 1910, arribó a Bahía Blanca para representar a los Estados Unidos en la celebración del centenario de la independencia de Argentina.  El 8 de noviembre, el crucero acorazado partió de Portsmouth, Nuevo Hampshire, con rumbo a Charleston (Carolina del Sur), para embarcar al presidente William Howard Taft para un viaje de inspección a las obras del Canal de Panamá. Retornó a Hampton Roads el 22 de noviembre, y después, realizó prácticas de combate en la costa de Virginia en  febrero de 1911.  Partió de Nueva Orleans y visitó Nueva York a comienzos de marzo. Puso rumbo posteriormente a  aguas de Cuba, para operar durante dos meses en la base naval de Guantánamo.
Fue puesto en reserva en el astillero de Portsmouth el 15 de junio de 1911, permaneció en la costa este por un año y medio, y después, partió de Filadelfia con destino al Mediterráneo. Arribó a Smyrna (actual İzmir), Turquía, el 1 de diciembre, donde hizo acto de presencia para proteger a los ciudadanos norteamericanos hasta el 3 de mayo de 1913 durante la Primera Guerra de los Balcanes , retornando posteriormente a los Estados Unidos. Tras llegar a Hampton Roads el 23 del mismo mes, el USS Tennessee operó en la costa este hasta ser asignado a la Flota de Reserva del Atlántico con base en Filadelfia 23 de octubre.

### Primera Guerra Mundial
El 6 de agosto, el USS Tennessee partió de Nueva York para misiones en Europa durante la primera mitad de 1915 para dar apoyo a las tropas norteamericanas.  En agosto, transportó al primer regimiento de la fuerza  expedicionaria de la armada y a un batallón de artillería de marina a Haití.  Desde el 28 de enero de al 24 de febrero de 1916, el crucero, sirvió como buque insignia de la escuadra de cruceros con base en Puerto Príncipe, Haití. En marzo, embarcó un grupo de dignatarios en Hampton Roads para un viaje de dos meses a Montevideo, Uruguay.
El 25 de mayo, el USS Tennessee fue renombrado USS Memphis (ACR-10), en honor a la ciudad del estado de Tennessee, para dejar libre el nombre de Tennessee que iba a ser asignado a un nuevo buque de guerra, el USS Tennessee (BB-43).

## Perdida

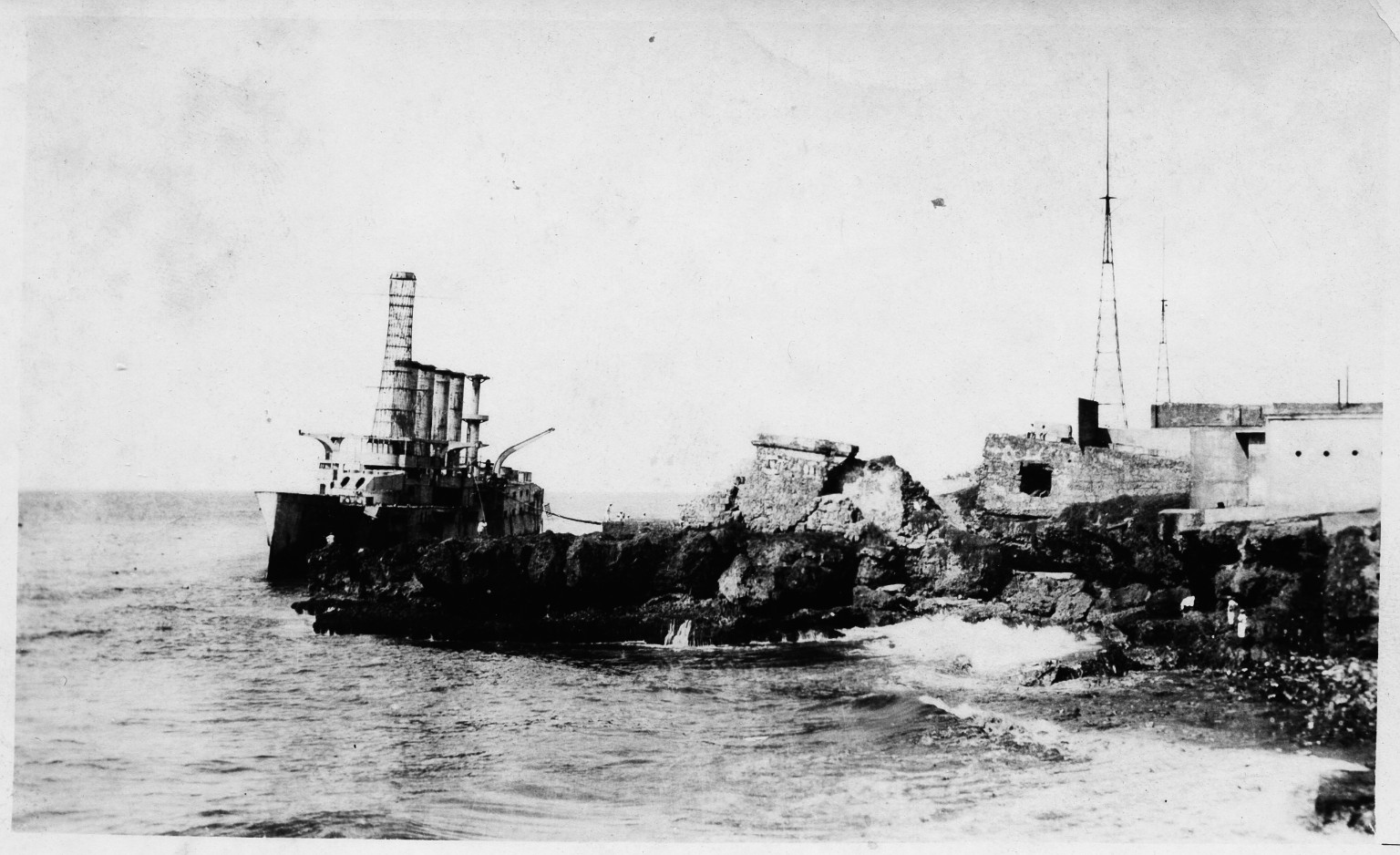
Naufragio del Memphis tras ser despojado de lo esencial, 1922.

En julio, bajo el mando del capitán Edward L. Beach, Sr., el buque puso rumbo al Caribe y arribó a Santo Domingo el 23 de julio de 1916, en patrulla de mantenimiento de paz tras la rebelión en la República Dominicana.  En la tarde del 29 de agosto, mientras estaba anclado en el Puerto de Santo Domingo, El USS Memphis fue empujado contra la costa por un inesperado tsunami y resultó totalmente destrozado. Unos 40 tripulantes, murieron o desaparecieron y 204 recibieron heridas de diversa gravedad.  Debido a este incidente, el jefe de máquinas George William Rud, el teniente Claud Ashton Jones y el maquinista Charles H. Willey fueron condecorados con la Medalla de Honor.
El USS Memphis fue borrado de las listas de la Armada de los Estados Unidos el 17 de diciembre de 1917 y sus restos, fueron vendidos a  A. H. Radetsky Iron and Metal Company, de Denver, Colorado, el 17 de enero de 1922 para desguace.